# Comingio Valdrè
Comingio Valdrè (Parma-, 25 aprile 1903 – ...) è stato un avvocato e politico italiano.
Socialista passato nelle file dell'interventismo, aderisce al fascismo fin dalla fondazione del 1919, e nello stesso anno è tra i fondatori del Fascio di Parma. Segretario di quest'ultimo è stato federale della città ed ha presieduto le rappresentanze provinciali della GIL, dell'OND e del Comitato colonie marine e montane. Dal 1939 è ispettore del PNF.